# Старий Брус (гміна)
Гміна Старий Брус (пол. Gmina Stary Brus) — сільська гміна у східній Польщі. Належить до Володавського повіту Люблінського воєводства.
Станом на 31 грудня 2011 у гміні проживало 2170 осіб.

## Площа
Згідно з даними за 2007 рік площа гміни становила 133.40 км², у тому числі:
- орні землі: 50.00%
- ліси: 40.00%

Таким чином, площа гміни становить 10.62% площі повіту.

## Населення
Станом на 31 грудня 2011:
| Опис     | Загалом | Загалом | Чоловіки | Чоловіки | Жінки | Жінки |
| -------- | ------- | ------- | -------- | -------- | ----- | ----- |
| одиниця  | осіб    | %       | осіб     | %        | осіб  | %     |
| все      | 2170    | 100     | 1103     | 50.83    | 1067  | 49.17 |
| міське   | 0       | 100     | 0        |          | 0     |       |
| сільське | 2170    | 100     | 1103     | 50.83    | 1067  | 49.17 |

## Сусідні гміни
Гміна Старий Брус межує з такими гмінами: Дембова-Клода, Ганськ, Сосновиця, Уршулін, Вирики.